# التعصب (فلم)
التعصب هو فيلم صامت لديفيد وورك جريفيث (الفيلم إنتاج 1916).

## الحبكة
يتحدث الفيلم عن «العزيزة» ابنة الرجل الفقير الذي يُطرد من عمله في أحد المصانع نتيجة عنت المالك ولقائها «بالولد» وهو كما يبرر له الفيلم ضحية الحادثة ذاتها إذ تحوّل بعد مقتل أبيه في وقائع الشغب التي جرت في المصنع اعتراضاً على قرار المالك إلى لص مجرم، والحكاية الثانية حكاية سقوط بابل بعد معركة عنيفة بين ملكها وبين ملك آخر كان يود قهر المدينة تعصُباً لمدينته ولإلهه، والثالثة حكاية مولد السيد المسيح وسط اليهود الذين كانوا قد بدأوا في ممارسة التعصُب ضد كل ضعيف بينهم، والرابعة حكاية إصرار الملكة الفرنسية كاترين دي مديتش على محاربة فرق من الشعب الفرنسي لمزاعم متعصُبة أيضاً.
ويحاول الفيلم سرد أحداث الأربع قصص من خلال الربط بينها بمشهد تحريك المهد، الذي تقدمه مشاهد الفيلم بشكل شاعري من خلال استخدام صورة مجردة لامرأة تبدو حزينة يجلس من ورائها نسوة أخريات دون اكتراث، وتقوم المرأة بتحريك المهد وعيناها ذاهلة كما لو أنها تنتظر شيئاً ما سيحدث، والمشهد الذي يُستخدم كوحدة ربط وكبؤرة في بعض الأحايين لتسريع إيقاع الفيلم من خلال استعماله بشكل متتابع في المونتاج على مسافات متقاربة، تُستخدم الإضاءة به لتمنح المشاهد شعوراً بالا مكان، الذي يخدم بدوره فكرة وجود «التعصُب» بعدها والمُطلق لوجودها في كل العصور.